# Кварнбек
Кварнбек (нем. Quarnbek) — община в Германии, в земле Шлезвиг-Гольштейн. 
Входит в состав района Рендсбург-Экернфёрде. Подчиняется управлению Ахтервер.  Население составляет 1826 человек (на 31 декабря 2010 года). Занимает площадь 16,17 км².